# Shun Takagi
Shun Takagi (高木 駿 Takagi Shun?, Kanagawa, 22 de mayo de 1989) es un futbolista japonés que juega como guardameta en el Hokkaido Consadole Sapporo.

## Trayectoria

### Clubes
| Club                       | País  | Año       |
| -------------------------- | ----- | --------- |
| Kawasaki Frontale          | Japón | 2012-2016 |
| JEF United Chiba (cedido)  | Japón | 2014-2015 |
| Oita Trinita               | Japón | 2017-2023 |
| Hokkaido Consadole Sapporo | Japón | 2023-     |